# Sceloporus monserratensis
Sceloporus monserratensis este o specie de șopârle din genul Sceloporus, familia Phrynosomatidae, descrisă de Van Denburgh și Joseph R. Slevin în anul 1921. Conform Catalogue of Life specia Sceloporus monserratensis nu are subspecii cunoscute.